# Herakles am Scheideweg
Herakles am Scheideweg, auch bekannt als Die Wahl des Herakles, ist ein Mythos der griechischen Mythologie. Er handelt von dem griechischen Helden Herakles, der sich zwischen einem mühelosen, aber kurzfristigen und moralisch verwerflichen und einem beschwerlichen, aber tugendhaften und langfristig beglückenden Lebensweg entscheiden muss. Der Mythos ist eine Schöpfung der klassischen Zeit und geht auf eine verlorene Schrift des Sophisten Prodikos von Keos zurück. Am ausführlichsten wird er von dessen Zeitgenossen Xenophon in seinen Memorabilien (2, 1, 21–34) überliefert. Der Stoff wurde vielfach in der Kunst rezipiert.

## Inhalt
Als der junge Herakles, der noch unschlüssig ist, welchen Lebensweg er wählen soll, sich an einen abgelegenen Ort zurückzieht, um nachzudenken, erscheinen ihm zwei Frauen. Eine ist schlicht gekleidet und senkt bescheiden den Blick, ohne Herakles anzusehen. Die zweite ist aufwendig herausgeputzt und trägt kostbare Kleidung. Sie spricht Herakles an und bietet ihm ihre Freundschaft an. Sie verspricht ihm, dass er, wenn er ihr folge, von Schmerz verschont bleiben werde und auf keine Freude werde verzichten müssen. Auf Herakles’ Frage, wie sie heiße, sagt sie, von ihren Freunden werde sie Glückseligkeit (Εὐδαιμονία) genannt, von ihren Feinden Lasterhaftigkeit (Κακία). Daraufhin ergreift die andere Frau, die die Verkörperung der Tugendhaftigkeit (Ἀρετή) ist, das Wort. Sie erklärt, die Götter ließen den Menschen nichts ohne Mühe und Fleiß zukommen. Der Lohn für den tugendhaften Weg seien Ehre und Bewunderung. Die beiden Frauen debattieren, welcher Weg für Herakles mehr Vorzüge bietet. Schließlich entscheidet sich Herakles für den tugendhaften Weg.

## Hintergrund
In Xenophons Memorabilien ist der Mythos Teil einer längeren Ausführung des Sokrates darüber, warum es unratsam ist, immer den einfachsten Weg zu wählen. Er zitiert dazu neben Prodikos auch Hesiod (Werke und Tage 287–292) und den sizilischen Komödiendichter Epicharmos. Es ist unklar, in welchem Kontext der Mythos bei Prodikos erschien und in welchem Verhältnis Xenophons Schilderung zum Originaltext steht, da Xenophon selbst angibt, die Geschichte nur aus der Erinnerung wiederzugeben.
Einen Vorläufer könnte das Gleichnis im Urteil des Paris haben, mit dem es auch bereits in der Antike verglichen wurde.

## Wirkungsgeschichte

### Antike Rezeption
Viele griechische und römische Autoren nahmen auf den Mythos von Herakles am Scheideweg Bezug. Beispielsweise stellt Silius Italicus in seinem Epos Punica den Feldherrn Scipio Africanus in einer ähnlichen Situation dar. Der Komödiendichter Aristophanes macht sich in seinem Stück Die Vögel über Herakles lustig, der zwischen der Königsherrschaft und einer wohlschmeckenden Mahlzeit wählen muss und sich beinahe für das Essen entscheidet.
Flavius Philostratos berichtet von Bildern, die Herakles bei seiner Entscheidung darstellen, und geht offenbar davon aus, dass diese seiner Leserschaft vertraut sind. Der Mythos wurde also auch in der antiken Kunst rezipiert, auch wenn die erwähnten Werke nicht erhalten sind.

### Malerei
Der Mythos von Herakles am Scheideweg diente als Inspiration für zahlreiche Gemälde, insbesondere der Renaissance, des Barock und des Klassizismus. Das Thema wurde auch im übertragenen Sinne verwendet, zum Beispiel in Angelika Kauffmanns Selbstbildnis am Scheideweg zwischen Musik und Malerei. Im 19. und 20. Jahrhundert war das ähnliche Bildmotiv Der breite und der schmale Weg in pietistischen Kreisen weitverbreitet.

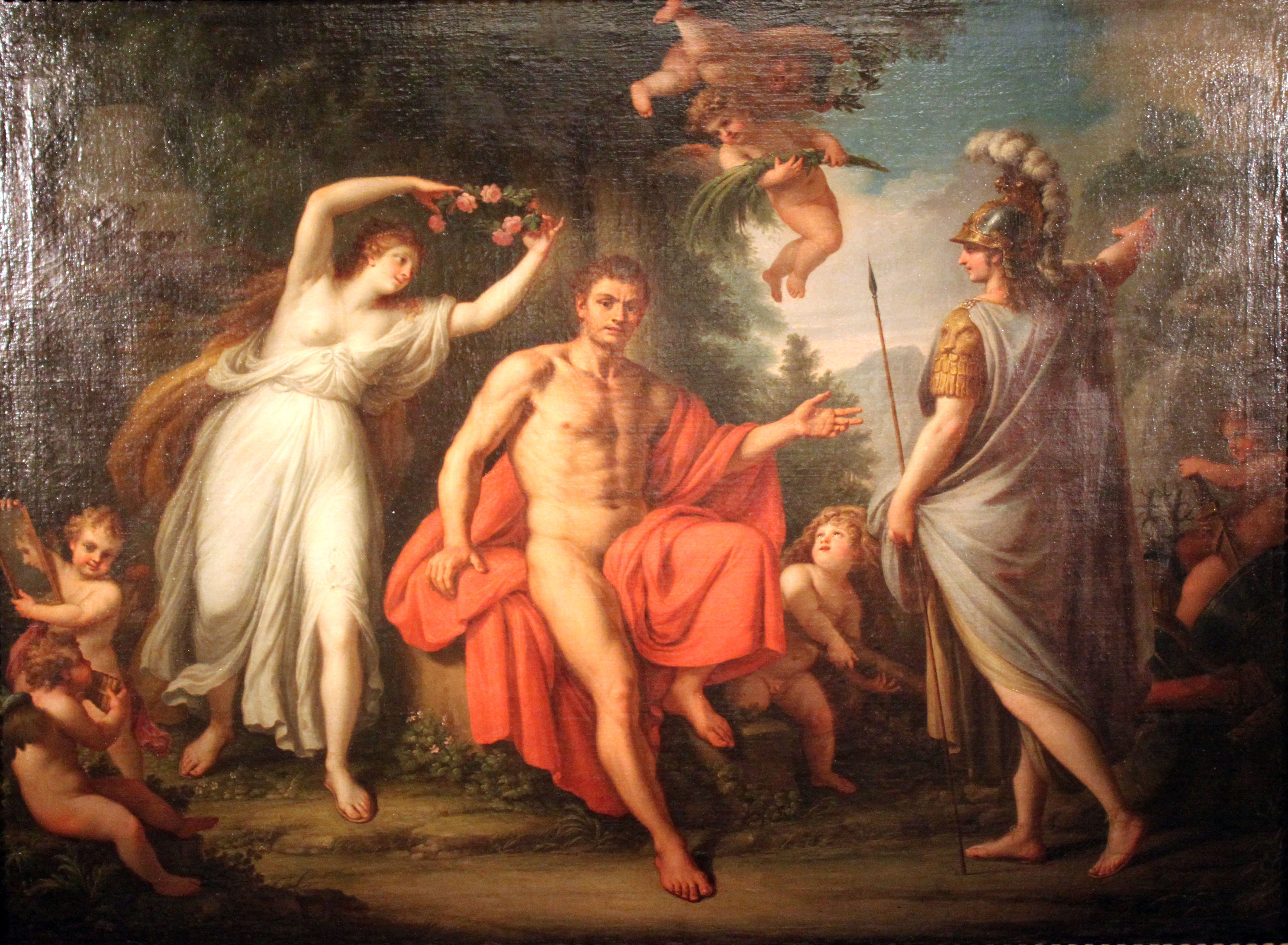
Herakles am Scheideweg. Tischbein, 1779, Deutsches Historisches Museum Berlin
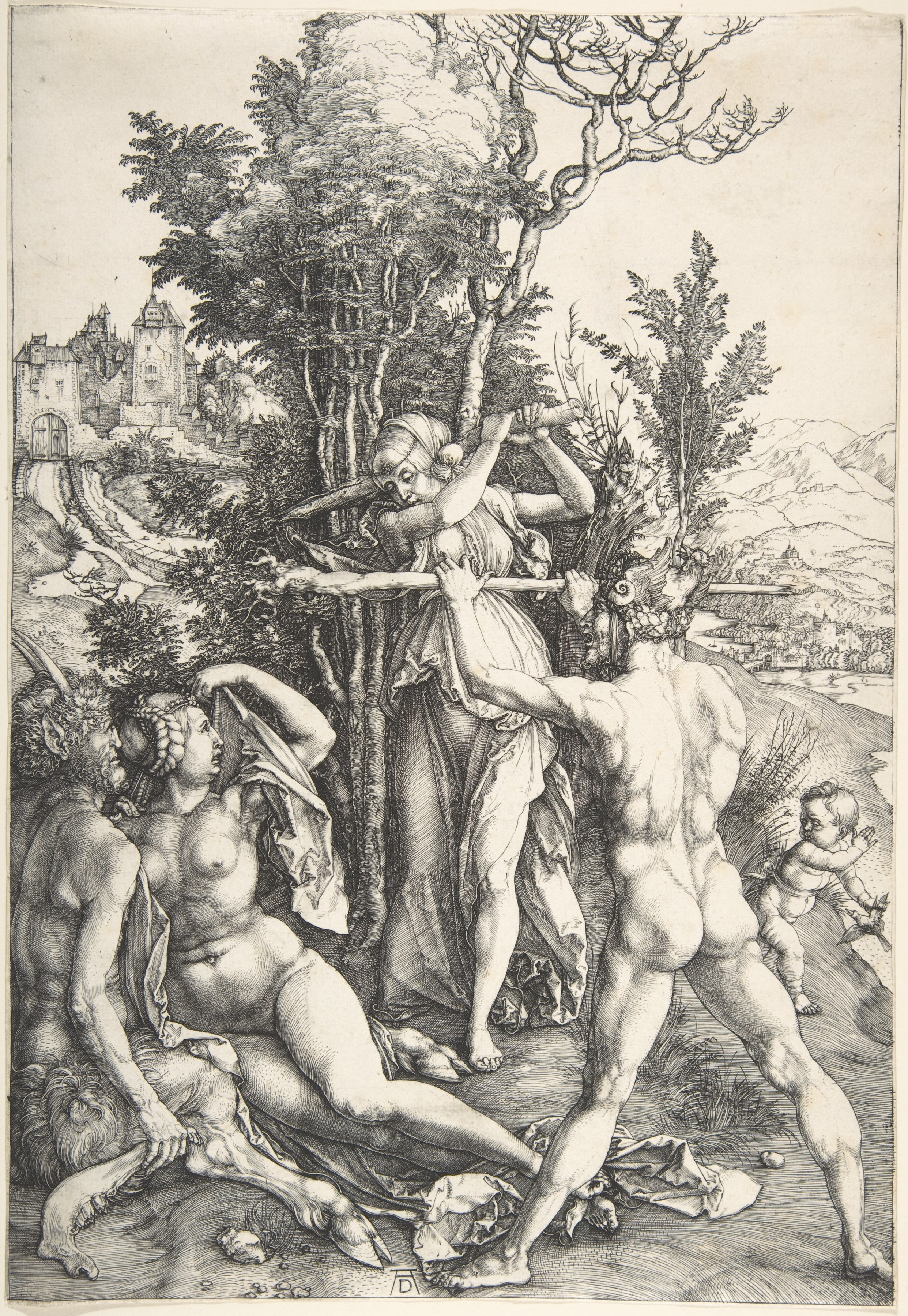
Albrecht Dürer: Die Eifersucht oder Herkules am Scheideweg
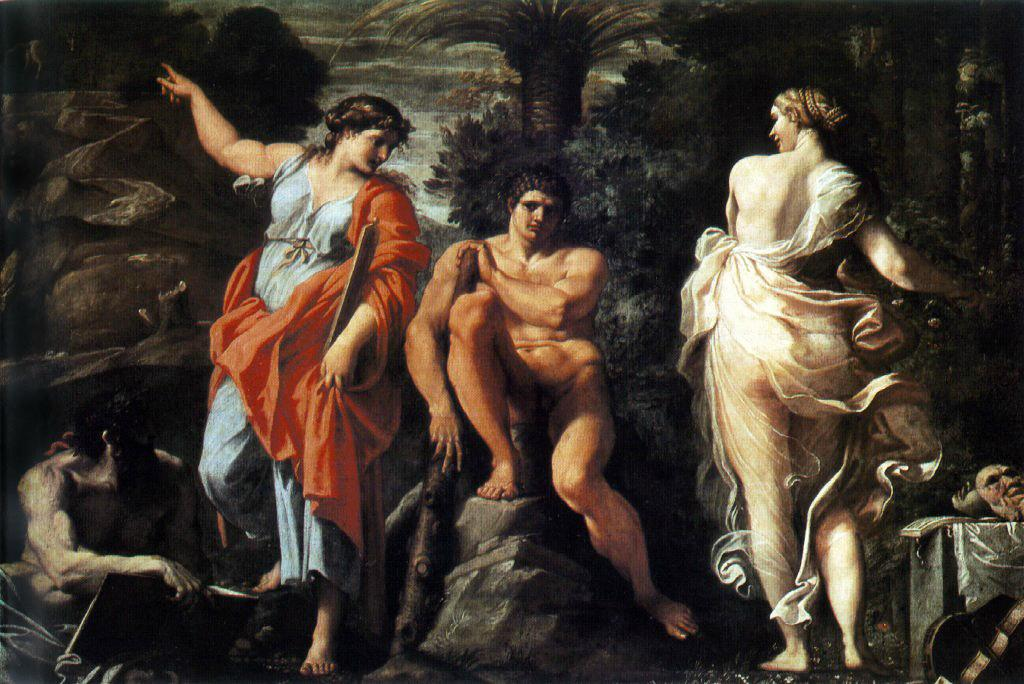
Annibale Carracci: Scelta di Ercole
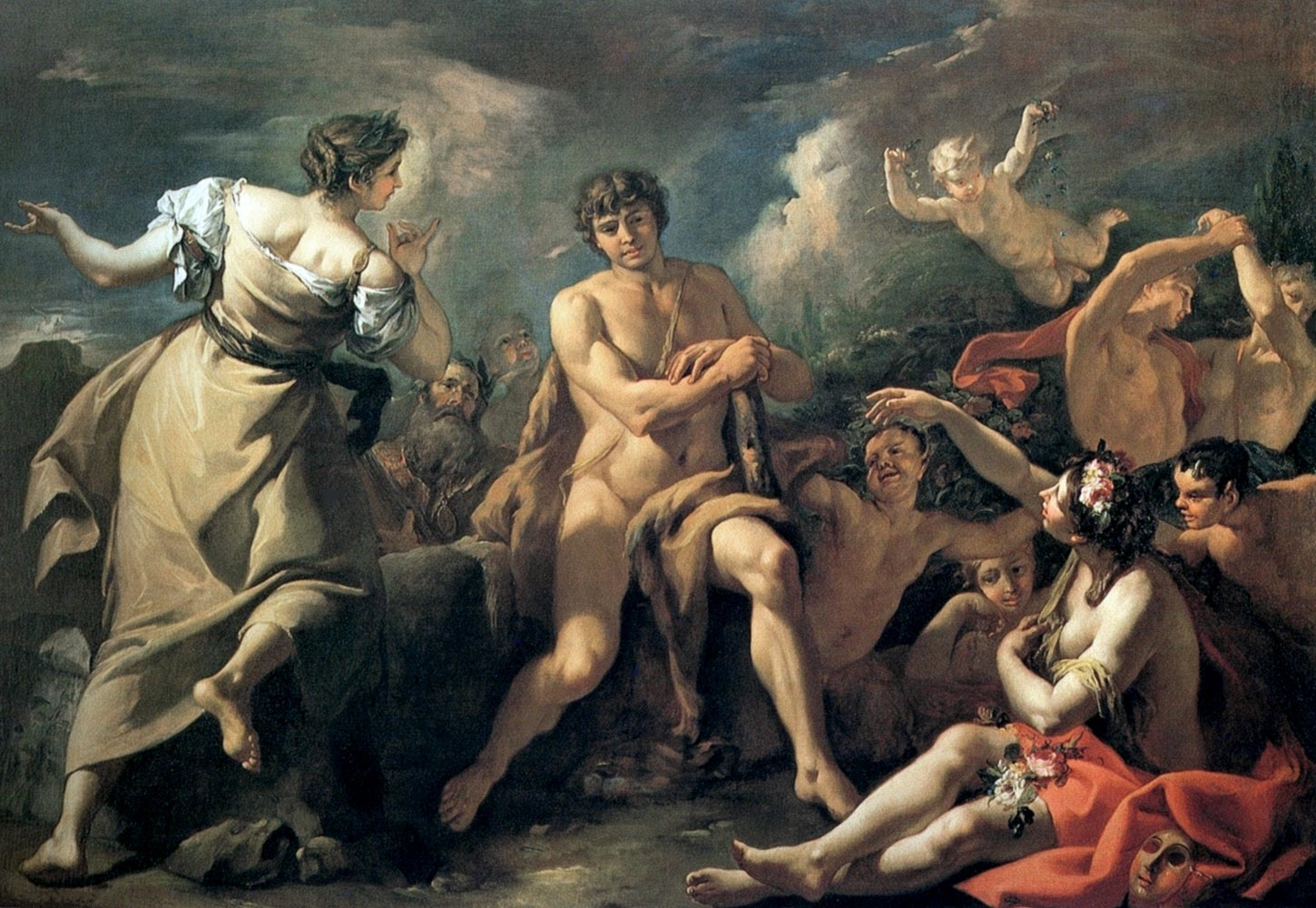
Sebastiano Ricci: Ercole al bivio
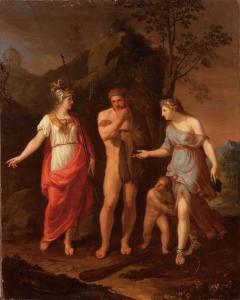
Andrea Appiani: Ercole al bivio
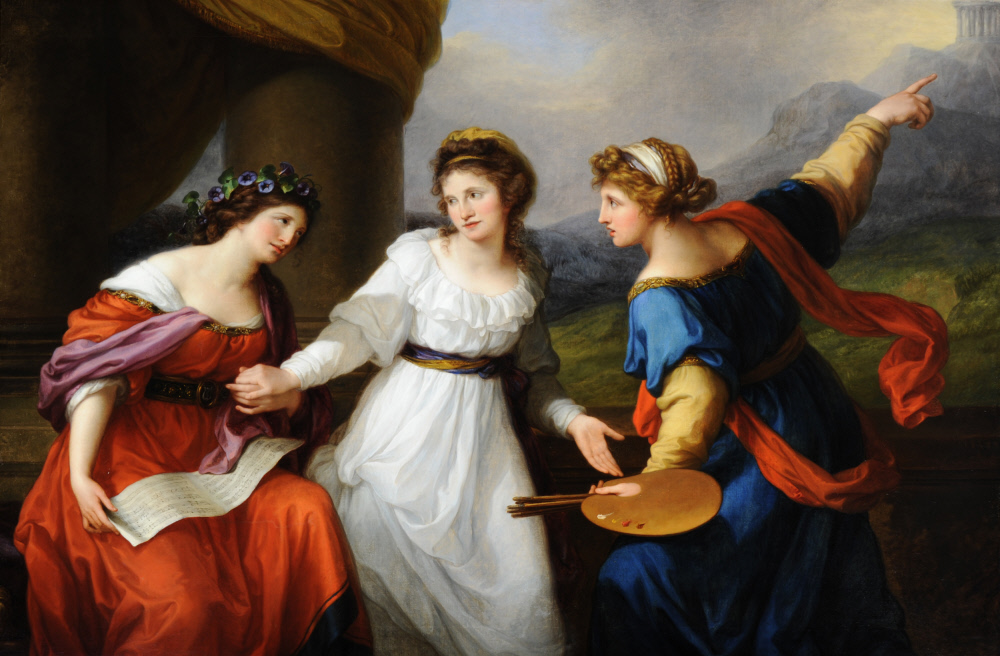
Angelika Kauffmann: Selbstbildnis am Scheideweg zwischen Musik und Malerei

### Musik
- Johann Sebastian Bach schrieb 1733 die auf dem Mythos basierende Kantate Laßt uns sorgen, laßt uns wachen, die auch unter dem Titel Herkules auf dem Scheidewege bekannt ist.
- Georg Friedrich Händel verarbeitete den Mythos in seinem Oratorium The Choice of Hercules von 1750.
- Pietro Metastasio schuf das Libretto zur Festa teatrale Alcide al bivio, die mehrfach vertont und 1760 in der Fassung von Johann Adolph Hasse erstmals aufgeführt wurde.